# Blagoj Blagoew
Blagoj Blagoew (bulgarisch Благой Благоев; * 4. Dezember 1956) ist ein ehemaliger bulgarischer Gewichtheber. Er ist Gewinner der Silbermedaille bei den Olympischen Spielen 1980 in Moskau und mehrfacher Weltmeister.

## Sportliche Karriere
Blagoj Blagoew war einer der bulgarischen Gewichtheber, die aufgrund der intensiven und systematischen Talentsuche durch den bulgarischen Gewichtheberverband schon im Alter von 12 Jahren mit dem Gewichtheben begann. Nach einem umfangreichen Grundlagentraining wurden diese jungen Gewichtheber durch intensives und hartes Training, das von dem damaligen bulgarischen Nationaltrainer Iwan Abadschiew konzipiert wurde, relativ schnell an die Weltspitze herangeführt und hatten diese meist schon vor ihrem 20. Lebensjahr erreicht. So verhielt es sich auch bei Blagoj Blagoew, der zur Absicherung seines Lebensunterhaltes der Armee als Sportsoldat beitrat.
Dieser startete im Jahre 1975 erstmals bei einer internationalen Meisterschaft, der Junioren-Weltmeisterschaft in Marseille im Leichtschwergewicht bis 82,5 kg und belegte dort hinter seinem Landsmann Belichowski mit 327,5 kg im Zweikampf den 2. Platz. Bereits 1976 startete er dann sehr erfolgreich bei den Senioren. Er gewann bei der Europameisterschaft in Berlin (Ost) im Leichtschwergewicht mit 365 kg im Zweikampf die Silbermedaille hinter Waleryj Scharyj aus der Sowjetunion, der 367,5 kg erzielte. Bei den Olympischen Spielen desselben Jahres in Montreal erreichte er im Zweikampf 362,5 kg und gewann damit die olympische Silbermedaille, wiederum hinter Scharyj, der auf 365 kg kam. Doch Blagojews Dopingtest fiel positiv aus, woraufhin er nachträglich disqualifiziert wurde. Ferner erhielt er eine Wettkampfsperre von einem Jahr.
Nach Ablauf dieser Sperre konnte Blagoj Blagoew schon 1977 wieder bei der Welt- und Europameisterschaft in Stuttgart an den Start gehen. Er schaffte dort im Reißen 155 kg, womit er sowohl bei der Welt- als auch bei der Europameisterschaft den 2. Platz belegte. Im Stoßen gelang ihm jedoch kein gültiger Versuch, so dass er in der Zweikampfwertung unplatziert blieb.
1978 startete er bei keiner internationalen Meisterschaft. 1979 und 1980 war er aber im Leichtschwergewicht sehr erfolgreich. Bei der Europameisterschaft 1979 in Warna gelang ihm dabei sein erster großer Sieg. Mit 380 kg im Zweikampf wurde er Europameister. Jedoch hob er bei der Weltmeisterschaft des gleichen Jahres in Saloniki nur 362,5 kg im Zweikampf und wurde somit von Jurik Wardanjan aus der Sowjetunion, der 370 kg erreichte, geschlagen.
Bei den Olympischen Spielen 1980 in Moskau erreichte er im Leichtschwergewicht 372,5 kg, was zu Silbermedaille hinter Jurik Wardanjan, der 400,0 kg im Zweikampf erzielte, reichte.
Ab 1981 startete Blagoj Blagoew eine Gewichtsklasse höher im Mittelschwergewicht bis 90 kg. 1981 wurde er in Lille mit 405,0 kg im Zweikampf Welt- und Europameister vor dem sowjetischen Heber Juri Sacharewitsch, der 397,5 kg hob. 1982 wurde er in Ljubljana erneut Welt- und Europameister, wobei er seine Zweikampfleistung auf 415,0 kg steigerte und damit auch Jurik Wardanjan, der 395,0 kg hob, deklassierte. 1983 wurde er dann in Moskau im Zweikampf zum dritten Mal Welt- und Europameister in Folge und erzielte dabei 420,0 kg im Zweikampf. Zweiter wurde Wiktor Solodow aus der Sowjetunion mit 410,0 kg.
Solodow besiegte dann bei der Europameisterschaft 1984 in Vitoria-Gasteiz in Spanien Blagoew mit 420 kg zu 417,5 kg im Zweikampf, wobei er sich seinen Sieg erst durch einen Weltrekord im Stoßen mit 232,5 kg sicheren konnte. Dies war der letzte Start von Blagoj Blagoew auf der internationalen Heberbühne. An den Olympischen Spielen 1984 in Los Angeles konnte er wegen des Boykotts dieser Spiele durch sein Land nicht teilnehmen.
Im Laufe seiner Karriere erzielte Blagoj Blagoew mehrere Weltrekorde, die Mehrzahl davon im Reißen und die restlichen im Zweikampf. Im Stoßen konnte er während seiner gesamten Laufbahn keinen Weltrekord aufstellen.

## Sonstiges

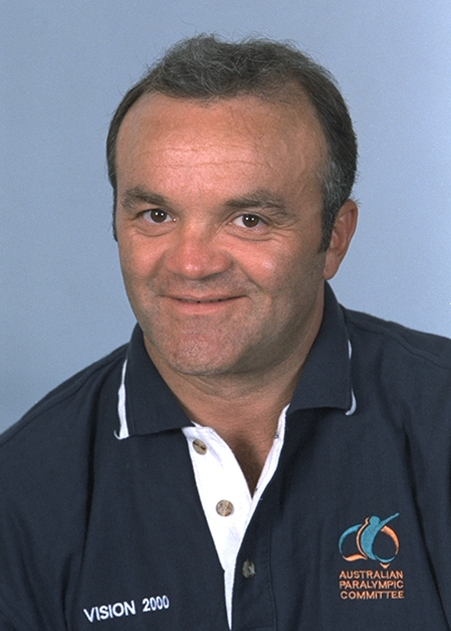
Blagoew als Betreuer des australischen Teams bei den Paralympics 2000

Über den weiteren Lebensweg von Blagoj Blagoew ist nur bekannt, dass er nach dem Ende der kommunistischen Ära in Bulgarien mit anderen bulgarischen Gewichthebern  (z. B. Stefan Botew) nach Australien ging.

## Persönliche Bestleistungen
- Reißen: 195,5 kg in der Klasse bis 90 kg 1983 in Varna
- Stoßen: 227,5 kg in der Klasse bis 90 kg 1983 in Moskau
- Zweikampf: 420,0 kg (195,5 / 225,0 kg) in der Klasse bis 90 kg 1983 in Varna

## Internationale Erfolge
(OS = Olympische Spiele, WM = Weltmeisterschaft, EM = Europameisterschaft, Ls = Leichtschwergewicht, Ms = Mittelschwergewicht, damals bis 82,5 kg bzw. 90 kg Körpergewicht)
- 1975, 2. Platz, Junioren-WM in Marseille, Ls, mit 327,5 kg im Zweikampf (147,5 kg Reißen/180 kg Stoßen), hinter Belichowski, Bulgarien, 330 kg u. vor Schuschin, UdSSR, 312,5 kg;
- 1976, 2. Platz, EM in Berlin (Ost), Ls, mit 365 kg (165 kg/100 kg) hinter Waleryj Scharyj, UdSSR, 367,5 kg (165 kg/202,5 kg) und vor Trendafil Stojtschew, Bulgarien, 365 kg (167,5 kg/197,5 kg);
- 1976, Silbermedaille, OS in Montreal, Ls, mit 362,5 kg (162,5 kg/200 kg), hinter Waleri Schari, 365 kg (162,5 kg/202,5 kg) u. vor Trendafil Stojtschew, 360 kg (162,5 kg/197,5 kg); wegen Dopings wurde ihm diese Silbermedaille nachträglich wieder aberkannt;
- 1977, unpl., WM + EM in Stuttgart, Ls, nach 155 kg im Reißen drei Fehlversuche im Stoßen mit 177,5 kg; Sieger: Gennadi Bessonow, UdSSR, 352,5 kg;
- 1978, 1. Platz, Meisterschaft der Staaten des Warschauer Paktes (ZKDA-Meisterschaft) in Frankfurt (Oder), Ls, mit 360 kg (165 kg/195 kg) vor Lyssenko, UdSSR, 345 kg;
- 1979, 1. Platz, EM in Warna, Ls, mit 380 kg (172,5 kg/207,5 kg) vor R. Rabczewski, Polen, 352,5 kg (155 kg/197,5 kg) und Dusan Poliacik, Tschechoslowakei, 340 kg (147,5 kg/192,5 kg);
- 1979, 1. Platz, Spartakiade in Sofia, Ls, mit 385 kg (175 kg/210 kg) vor W. Drandarow, Bulgarien, 350 kg (155 kg/195 kg);
- 1979, 2. Platz, WM in Saloniki, Ls, mit 362,5 kg (170 kg/192,5 kg), hinter Jurik Wardanjan, UdSSR, 370 kg (170 kg/200 kg) u. vor Dusan Poliacik, 350 kg (155 kg/195 kg);
- 1980, Silbermedaille, OS in Moskau, Ls, mit 372,5 kg (175 kg/197,5 kg), hinter Jurik Wardanjan, 400 kg (177,5 kg/222,5 kg) u. vor Dusan Poliacik, 367,5 kg (160 kg/207,5 kg);
- 1981, 1. Platz, WM + EM in Lille, Ms, mit 405 kg (185 kg/220 kg) vor Juri Sacharewitsch, UdSSR, 397,5 kg (180 kg/217,5 kg) u. Ljubomir Uscherow, Bulgarien, 380 kg (167,5 kg/217,5 kg);
- 1982, 1. Platz, WM + EM in Ljubljana, Ms, mit 415 kg (192,5 kg/222,5 kg) vor Jurik Wardanjan, 395 kg (185 kg/210 kg) u. Frank Mantek, DDR, 377,5 kg(170 kg/207,5 kg);
- 1983, 1. Platz, World Cup in Warna, Ms, mit 420 kg (192,5 kg/227,5 kg) vor Andrzej Piotrowski, Polen, 375 kg (167,5 kg/207,5 kg);
- 1983, 1. Platz, WM + EM in Moskau, Ms, mit 417,5 kg (190 kg/227,5 kg) vor Wiktor Solodow, UdSSR, 410 kg (185 kg/225 kg) u. Andrzej Piotrowski, 382,5 kg (170 kg/212,5 kg);
- 1984, 2. Platz, EM in Vitoria-Gasteiz/Spanien, Ms, mit 417,5 kg (192,5 kg/225 kg) hinter Wiktor Solodow, 420 kg (187,5 kg/232,5 kg) u. vor Andrzej Piotrowski, 382,5 kg (172,5 kg/210 kg).